# Marty Goddard
Martha Goddard, conocida como Marty Goddard (1941- 2015) fue una defensora de las víctimas de delitos sexuales de Estados Unidos.Jugó un papel decisivo en el desarrollo del kit de prueba de violación,utilizado para recopilar metódicamente pruebas forenses de las sobrevivientes de violación.

## Biografía
A principios de la década de 1970, Marty Goddard trabajó como defensora en un programa de defensa de las víctimas de delitos sexuales en Chicago donde se estimaba que 16.000 mujeres eran violadas cada año y la policía a menudo no creía a las víctimas. Sólo se denunció una décima parte de esta cifra, y rara vez terminaron en el encarcelamiento del atacante. La policía le dijo que las pruebas recogidas en los hospitales de las víctimas de violación a menudo estaban incompletas o mal reunidas.Con el fin de mejorar las posibilidades de identificar y sentenciar a los delincuentes, empezó a trabajar en su desarrollo en  el concepto y la organización en 1976 de un kit de violación.Una forma estandarizada de recopilar y preservar pruebas forenses de las víctimas de violación.Llevó esta idea a Louis R. Vitullo, que trabajaba en el laboratorio criminalístico de la policía de Chicago. Este al principio, le gritó y rechazó su idea, según Cynthia Gehrie, colega de Marty Goddard, pero luego procedió a desarrollar un kit similar al diseño de Goddard, atribuyéndose el mérito personal del invento.
Marty Goddard a mediados de la década de 1970, fundó el Comité Ciudadano para la Asistencia a las Víctimas, que defendía y buscaba financiación para la distribución de kits de violación; Gran parte de la financiación inicial para crear los kits y distribuirlos provino de la Fundación Playboy . 
Marty Goddard continuó abogando por los derechos de las víctimas de agresión sexual durante la década de 1980, pero desarrolló un problema con el alcohol y vivió sus últimos años en la oscuridad en Arizona.
Falleció en 2015. 

## Premios y reconocimientos
El Comité de Ciudadanos para la Asistencia a las Víctimas introdujo el kit Vitullo después de años de desarrollo como una herramienta para recopilar pruebas en más de cien hospitales de Illinois. Además uno de estos primeros kits de Vitullo fue adquirido por el Instituto Smithsonian.  